# Rocca di Cerbaia
La Rocca di Cerbaia è un castello, oggi in rovina, che sorge a 400 metri di altezza su un colle dominante il fiume Bisenzio, in località Carmignanello, nel comune di Cantagallo, in provincia di Prato.

## Storia
La rocca fu probabilmente edificata agli inizi del XII secolo a guardia della "strada di Lombardia" e fu la dimora dei Conti Alberti, ai quali venne concessa nel 1164 dall'imperatore Federico Barbarossa.
Nel XIII secolo, il maniero fu uno dei capisaldi della lotta tra il potere feudale albertesco e il nascente comune di Prato.
Qui Adelaide degli Alberti incontrò il suo sposo Ezzelino II da Romano. Una loro figlia, Cunizza da Romano (di cui parla Dante Alighieri nel Paradiso), dalla movimentata vita amorosa, vi visse in età matura; nel 1278 redasse il proprio testamento in questo luogo, dopodiché non si ebbero più sue notizie. È probabile che lei sia morta nella Rocca e che sia stata sepolta nel cimitero attiguo.
Nel 1361 Niccolò Aghinolfo degli Alberti fu l'ultimo conte di Cerbaia; in quell'anno infatti la rocca fu venduta al comune di Firenze, che prima la fortificò e subito dopo vi insediò un presidio militare, smobilitato nel corso del Quattrocento. In seguito la rocca perse gradualmente di importanza e nel XVII secolo divenne la residenza della famiglia Novellucci per poi passare, nel XIX secolo, alla famiglia Eldmann.
Alla fine del XX secolo la rocca è stata acquistata dal comune di Cantagallo che ne ha promosso il restauro e la valorizzazione.

### La mancata accoglienza di Dante
Della Rocca di Cerbaia parla Dante Alighieri nel XXXII canto dell'Inferno (vv.40-60) quando narra la vicenda dei fratelli Napoleone e Alessandro degli Alberti, figli del conte Alberto degli Alberti. I due fratelli si uccisero a vicenda per questioni di eredità e per questo vengono confinati nella Caina, nel girone dove si trovano i traditori dei propri parenti. Dante racconta anche la vicenda del figlio di Napoleone, Alberto II, il quale assassinò il cugino Orso e la loro vicenda è descritta nel VI canto del Purgatorio (vv.19-21).
Una leggenda nata a Firenze, intorno al XV secolo, racconta che il poeta in una nevosa notte dell'inverno del 1285 si trovava in viaggio verso Bologna e giunto alla rocca chiese ospitalità per una notte ai conti Alberti ma loro gliela rifiutarono e così il poeta dovette riparare nella capanna di un pastore posta più a valle; la leggenda identifica questa casa con quella ancora oggi esistente, ma diroccata, posta ai piedi della rocca.

## Descrizione

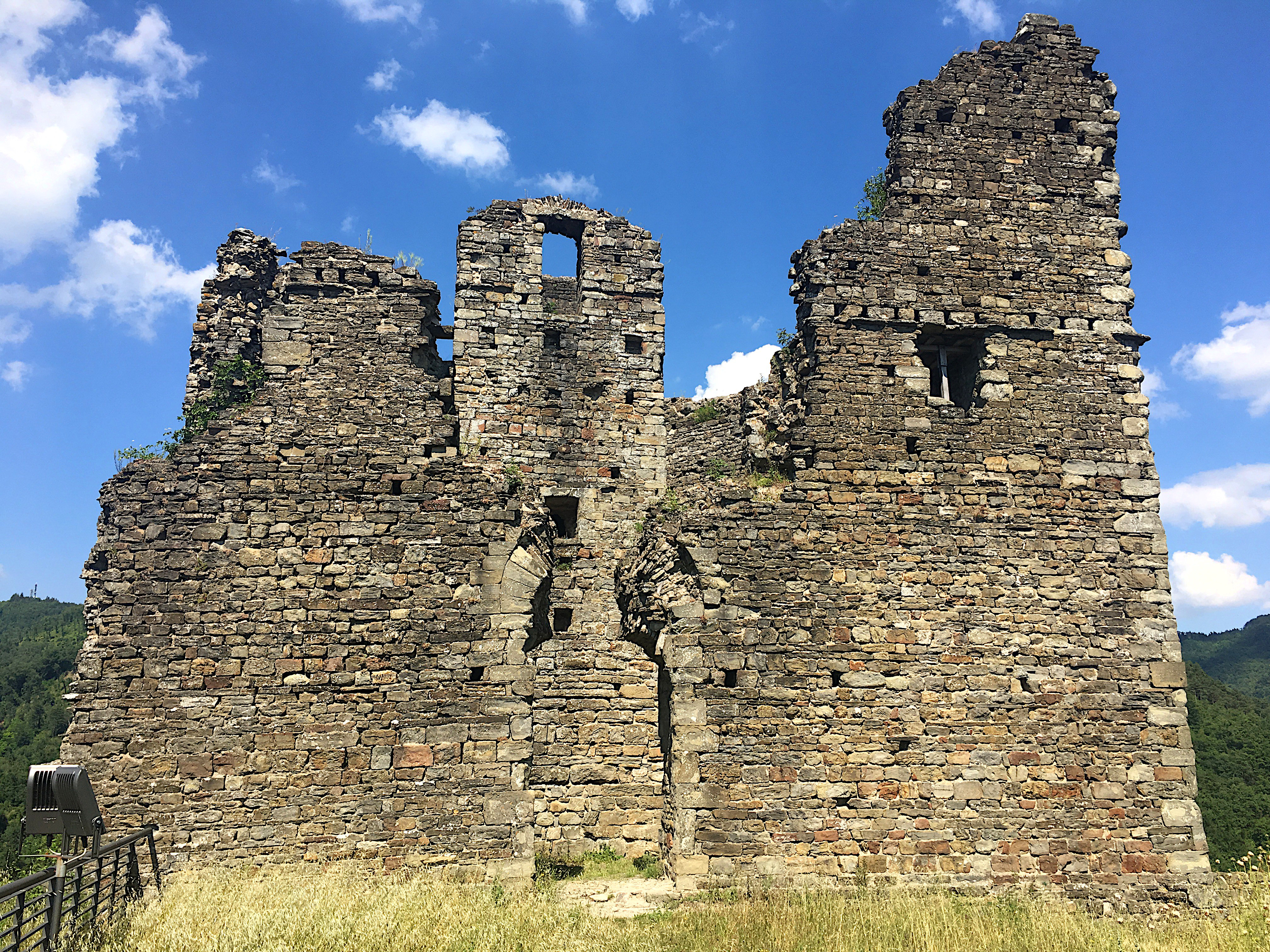
Esterno

Del complesso fortificato, realizzato in filaretto di arenaria locale, rimangono le tracce di due cinte murarie e del maschio: nell'ampio circuito di quella inferiore si trovano i resti di un oratorio medievale absidato; all'interno della seconda cerchia sono una cisterna coperta a botte e ambienti di servizio.
Al centro si trova l'imponente torrione pentagonale (in buona parte crollato) con torre centrale di vedetta, il Mastio, un tempo assai più alta (con resti di finestre e feritoie). È probabile che il maschio sia stato ricostruito nella seconda metà del Duecento, ispirandosi nelle forme al Castello dell'Imperatore di Prato.
Ai piedi della rocca si trova il ponte di Cerbaia.